# Валлонська Вікіпедія
Валлонська Вікіпедія (валлон. Wikipedia e walon) — розділ Вікіпедії валлонською мовою. Створена у 2003 році. Валлонська Вікіпедія станом на 16 серпня 2025 року містить 12 695 статей, 26 901 зареєстрованого користувача, 20 активних дописувачів, 4 адміністраторів
. Загальна кількість сторінок в валлонській Вікіпедії — 30 387, редагувань — 417 133, завантажених файлів — 723
. Глибина (рівень розвитку мовного розділу) валлонської Вікіпедії мала і становить 26.7 пунктів
. 

## Історія
- Липень 2003 — створена 100-та стаття[3].
- Січень 2004 — створена 1 000-на стаття[3].
- Грудень 2007 — створена 10 000-на стаття[3].